# Gliese 667 Ce
Gliese 667 Ce là một hành tinh ngoài Hệ Mặt Trời (ngoại hành tinh) trong quỹ đạo quanh ngôi sao Gliese 667 C, một sao lùn đỏ, một thành phần của hệ thống sao Gliese 667 và có trụ sở tại chòm sao Thiên Yết nó nằm cách khoảng 22,1 năm ánh sáng (6,8 parsec) từ Trái Đất.